# 銀河連邦
銀河連邦（ぎんがれんぽう）とは、宇宙航空研究開発機構 (JAXA) の研究施設が置かれている、または、置かれていた日本の自治体で構成した交流組織である。銀河連邦共和国とも呼ばれる。「ユーモアとパロディの精神」によって組織され、構成自治体を「共和国」に、全体を「連邦」に見立てている。構成自治体相互の発展と宇宙への夢とロマンを育むことを目的として、イベントの開催や種々の交流活動を行い友好関係を築いている。
1980年代に日本各地で相次いで誕生しブームとなったミニ独立国（ミニ共和国）の1つであり、そのブームが下火となった後も積極的に活動を継続した。構成自治体の間では災害時応援協定が結ばれており、銀河連邦は防災組織としても機能する。

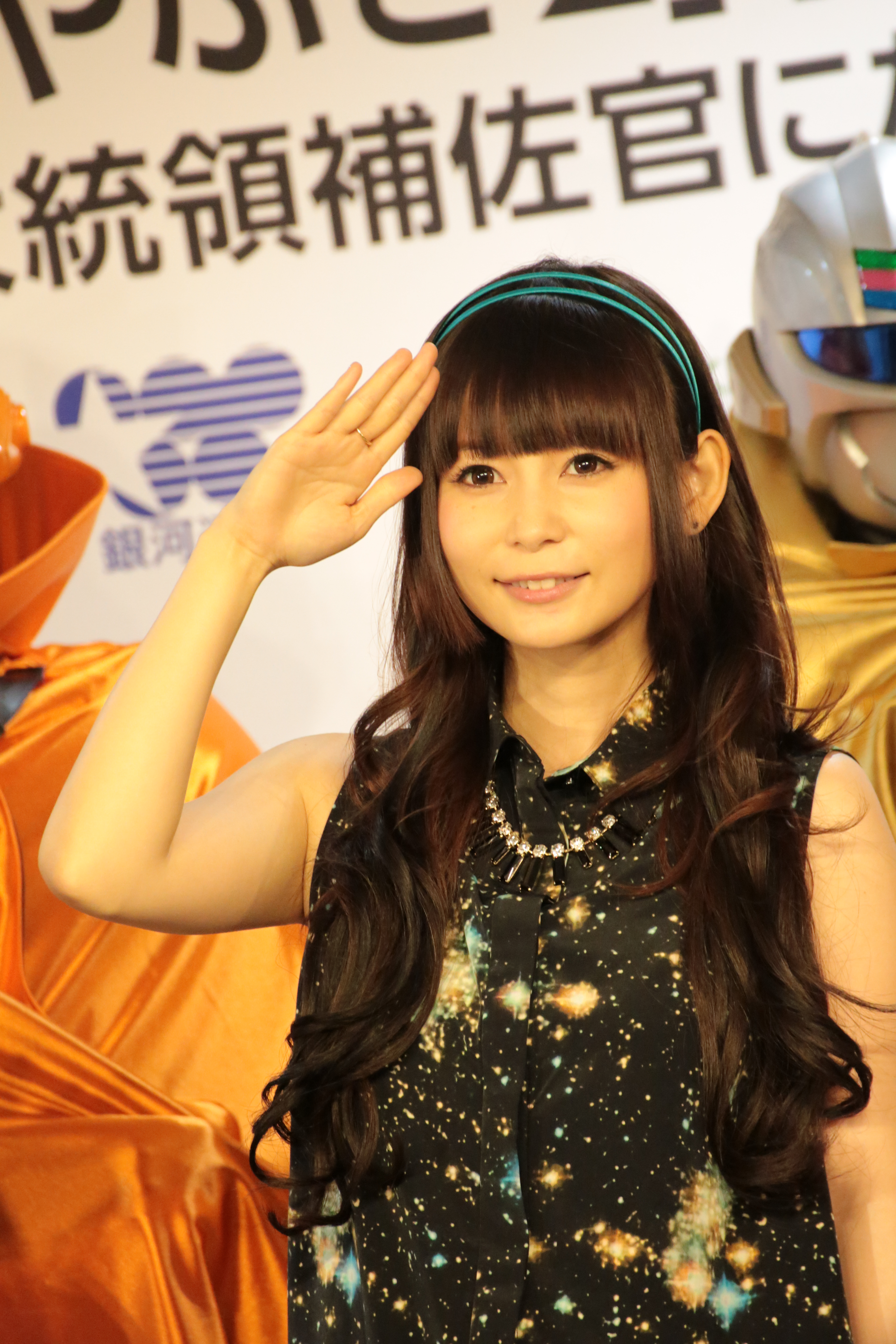
中川翔子が銀河連邦大統領補佐官に就任（2013年6月9日 ）

## 構成自治体
銀河連邦は以下の5市2町で構成される。各自治体は「共和国」としての国名が付けられ、首長は「大統領」と呼ばれる。
| 自治体               | 共和国名                 | JAXAの施設               |
| -------------------- | ------------------------ | ------------------------ |
| 北海道広尾郡大樹町   | タイキ共和国             | 大樹航空宇宙実験場       |
| 岩手県大船渡市       | サンリクオオフナト共和国 | 三陸大気球観測所（閉鎖） |
| 宮城県角田市         | カクダ共和国             | 角田宇宙センター         |
| 秋田県能代市         | ノシロ共和国             | 能代ロケット実験場       |
| 神奈川県相模原市     | サガミハラ共和国         | 相模原キャンパス         |
| 長野県佐久市         | サク共和国               | 臼田宇宙空間観測所       |
| 鹿児島県肝属郡肝付町 | ウチノウラキモツキ共和国 | 内之浦宇宙空間観測所     |

三陸大気球観測所は2007年に移転し閉鎖されたが、大船渡市の銀河連邦への加盟は継続している。相模原市には銀河連邦本部が置かれている。

## 活動
銀河連邦サミット・フォーラムの開催、子ども留学交流事業の実施、スポーツや経済面での交流が主な活動である。
銀河連邦サミット・フォーラム
構成自治体が毎年持ち回りで開催する首脳サミット・フォーラム。銀河連邦フォーラムでは各自治体の関係者による近況報告や意見交換、識者を招いた講演会やパネルディスカッションなどが行われる。
子ども留学交流
各自治体から参加した児童が泊まり込みで、JAXA施設の見学や体験学習などを通して交流する。1991年より実施した。
スポーツ交流
肝付町の「うちのうら銀河マラソン大会」や佐久市の「銀河連邦星の町スピードスケート親善大会」などのスポーツイベントに、銀河連邦の他自治体から選手が参加する。銀河マラソン大会は、銀河連邦の発足を記念して町おこしのために始まった大会である。
経済交流
各自治体やJAXAによるイベントへの物産展の出店や、各地の特産品の斡旋などを行う。例えば相模原市では、大船渡市のサンマを振る舞うサンマまつりを開催したり、市民が佐久市のリンゴの木のオーナーとなる制度を導入したりしている。2007年8月からは特産品を販売するウェブサイトを開設し、地場産品の販路拡大を図っている。

## 歴史
銀河連邦は相模原市の呼びかけにより、1987年11月8日に「建国」された。かねてより日本国内の自治体との友好都市関係の構築を模索していた相模原市が、市内へ宇宙科学研究所（ISAS）が移転してくるのを機に、ISASの研究・観測施設が置かれている、国内の他の自治体との交流を計画した事が発端である。発足当時の構成自治体は以下の2市3町であった（括弧内は共和国名）。
- 岩手県気仙郡三陸町（サンリク共和国）
- 秋田県能代市（ノシロ共和国）
- 神奈川県相模原市（サガミハラ共和国）
- 長野県南佐久郡臼田町（ウスダ共和国）
- 鹿児島県肝属郡内之浦町（ウチノウラ共和国）

相模原市の人口50万人突破を記念して開催された市民祭典において「建国式」が挙行され、アメリカ航空宇宙局 (NASA)、欧州宇宙機関 (ESA)、ソ連宇宙科学研究所 (IKI) などからは祝電やメッセージが寄せられた。
その後、平成の大合併の進展により三陸町は大船渡市に編入され、周辺自治体と合併した臼田町は佐久市へ編入され、内之浦町は肝付町に編入された。それでも銀河連邦の友好都市関係は、いずれも合併後の市町に引き継がれ、サンリク共和国はサンリクオオフナト共和国、ウスダ共和国はサク共和国、ウチノウラ共和国はウチノウラキモツキ共和国へと改名した。やがて、かつてのミニ独立国ブームが失速するにつれ、銀河連邦の活動についても2007年の建国20周年を以って打ち切る話も上がっていた。しかし、三陸大気球観測所が閉鎖された大船渡市が施設閉鎖後も連邦加盟の継続を申し出た事もあり、30周年に向けて活動を継続すると決まったという。
一方で、大気球観測所が大船渡市から移転してきた大樹町は連邦から加盟の勧誘を受け、2008年に参加を表明し、2010年にタイキ共和国として新しく加盟した。
そのような中で2011年には、東日本大震災により構成自治体の1つ、大船渡市が甚大な被害を受けた。各自治体は発災直後から大船渡市を支援した。大船渡市の連邦残留、および銀河連邦の活動継続が結果として奏功した。
建国25周年を迎えた2012年11月には、銀河連邦の構成自治体の名前を小惑星の名前として申請した（すでに命名されていた相模原 (7435 Sagamihara) を除く）。申請は翌2013年9月に承認され、能代 (63389 Noshiro) ・大船渡 (63897 Ofunato) ・佐久 (64547 Saku) ・肝付 (67712 Kimotsuki) ・大樹 (68021 Taiki) と命名された。
2016年には角田市がカクダ共和国として加盟し、これで銀河連邦を構成する自治体は5市2町となった。

### 年表
- 1987年（昭和62年）11月8日 - 2市3町により銀河連邦建国[19][注 4]。
- 1988年（昭和63年）8月1日~2日 - 第1回銀河連邦サミットを能代市で開催[41][42]。
- 1989年（平成元年）4月 - ISASが相模原市に移転[43]。
- 1991年（平成3年）8月2日 - 子ども留学交流事業を開始[18]。
- 1996年（平成8年）2月1日 - 前年発生した阪神・淡路大震災を受けて「銀河連邦を構成する市町の災害時における相互応援に関する協定」を締結[19][44][45]。
- 2001年（平成13年）11月15日 - 三陸町が大船渡市と合併し[31]、サンリク共和国はサンリクオオフナト共和国と名称変更[19]。
- 2003年（平成15年）10月 - ISASなど航空宇宙研究を行う3機関が統合され、JAXAが発足[43]。
- 2005年（平成17年）
  - 4月1日 - 臼田町が佐久市と合併し[31]、ウスダ共和国はサク共和国と名称変更[19]。
  - 7月1日 - 内之浦町を含めた広域合併により肝付町が成立し[31]、ウチノウラ共和国はウチノウラキモツキ共和国と名称変更[19]。
- 2006年（平成18年）3月21日 - （旧）能代市が合併により（新）能代市に変わり[31]、領域拡大。
- 2010年（平成22年）
  - 4月1日 - 大樹町がタイキ共和国として加盟（4月3日の相模原市民桜まつりにて加盟調印式を挙行）[10][46]。
  - 4月22日 - 国際宇宙ステーションに滞在中の宇宙飛行士野口聡一とのリアルタイム交信イベントを開催[47]。
- 2011年（平成23年）3月11日 - 東北地方太平洋沖地震（東日本大震災）が発生し、大船渡市に甚大な被害発生[34]。これを受け、災害時応援協定が発動[35]。
- 2012年（平成24年）
  - 5月28日 - 6月13日を「はやぶさの日」に制定[48]。
  - 7月27日 - オリジナルフレーム切手セット「銀河連邦25周年記念」を相模原市内で発売[49][50]。
  - 11月2日 - 第7回マニフェスト大賞において、銀河連邦が震災復興支援・防災対策賞部門の審査委員会特別賞（箭内道彦選）を受賞[51]。
- 2013年（平成25年）
  - 6月9日 - はやぶさ2打ち上げ応援イベントにて、タレントの中川翔子が銀河連邦大統領補佐官に就任[52]。また、銀河連邦ヒーローを披露[37]。
  - 9月19日 - 銀河連邦を構成する自治体の名前が、それぞれ小惑星の名前として、国際天文学連合に承認[37]。
- 2016年（平成28年）4月1日 - 角田市がカクダ共和国として加盟（4月2日の相模原市民桜まつりにて加盟調印式を挙行）[39]。
- 2017年（平成29年）
  - 6月13日 - 銀河連邦の構成自治体を回るスタンプラリー企画を実施[53]。
  - 8月6日 - 銀河連邦建国30周年記念として、銀河連邦こどもワールドサミットを開催[54]。
- 2019年 - 令和元年東日本台風により角田市・相模原市・佐久市が被災。災害時応援協定に基づく職員の派遣等が行われた[注 5]。

## 災害時応援協定
銀河連邦を構成する自治体の間では「銀河連邦を構成する市町の災害時における相互応援に関する協定」が1996年に締結された。
この災害時に備えるための協定作成の契機は、1995年に発生した阪神・淡路大震災であり、同年夏に三陸町で開催されたサミットの場で協定に関する基本合意がなされた。協定によって取り決められた応援の内容は、生活物資の提供や被災者への住宅斡旋など9項目であった。協定の締結により、それまで文化面・経済面での交流が主だった銀河連邦は、災害や防災の面でも連携を取る事が決まった。

### 東日本大震災
2011年3月11日に起きた東北地方太平洋沖地震による東日本大震災では、大船渡市が津波により甚大な被害を受けたため、協定が初めて発動した。通信手段の絶たれた大船渡市へは衛星電話で連絡を取り、各自治体の派遣隊が3月13日から20日にかけ相次いで大船渡入りした。その後も各自治体から職員や医師などが派遣され、避難所の対応や物資の仕分け作業・医療活動・市の業務支援などに従事した。合わせて多くの物資が、大船渡市へ提供された。自治体の活動に呼応して住民による支援の動きも高まり、例えば佐久市では市の求めに応じて市民がカセットコンロ796台、ガスボンベ2819本を提供した。
これに加えて、肝付町は大隅半島に位置する近隣の4市4町に呼びかけて、復興支援チームを3月22日に結成した。チームは連邦と連携を取りながら職員を派遣し、人的支援を行った。これ以外にも、能代市が秋田県北部の自治体に職員派遣を依頼したり、浜松市が同じ政令指定都市である相模原市とのつながりから大船渡市へ支援を行ったりと、支援活動は銀河連邦の枠組みを超えて広がった。一連の活動で銀河連邦の構成自治体が大船渡市に派遣した人員は、合わせて1637人に達した。
東日本大震災の時点でも災害時応援協定は日本の多くの自治体で締結されていたが、近隣の自治体同士で結ばれた事例が多かったため、被害が広範囲に及んだ東日本大震災では協定を結んでいた自治体がまとめて被災してしまい、協定が上手く機能しなかった例が有った。その中で銀河連邦は、構成自治体が日本各地に分散していたため共倒れする事態を防げ、かつ複数の自治体が連携して被災地支援を長期にわたって継続できた。また、災害時に限らず平時より銀河連邦として交流してきたため、各自治体の職員や住民の間には信頼関係や親近感が醸成されており、被災地に対する積極的で緊密な支援も可能となった。
2012年には地方政治における自治体や市民の活動を顕彰するマニフェスト大賞において、銀河連邦が箭内道彦選による審査委員会特別賞を受賞した。パロディの精神によって築かれた自治体間のつながりが、結果的に被災地の支援活動に活かされた点が評価され、箭内は銀河連邦に対して「夢があって、ネーミングのセンスがいい」と評した。

## シンボル・記念日
銀河連邦旗
銀河連邦には「国旗」である銀河連邦旗が制定されている。連邦旗は1996年にアメリカのスペースシャトル・エンデバーに搭載されて宇宙に打ち上げられた。2009年にも宇宙へ行き、宇宙飛行士若田光一の手により国際宇宙ステーションの日本の実験棟「きぼう」内に掲揚された。旗はいずれも地球に戻った後、相模原市に返還された。
銀河連邦ヒーロー
2012年の建国25周年を機に、銀河連邦ではキャラクターを制作した。2013年にローカルヒーローである銀河連邦ヒーローが登場した。「未来の銀河連邦から送り込まれた」という設定で、7市町それぞれを象徴するカムイリオン（大樹町）・フナトリオン（大船渡市）・カクダリオン（角田市）・ノシロリオン（能代市）・サガミリオン（相模原市）・サクリオン（佐久市）・イプシリオン（肝付町）の7人で構成される（2013年の登場当時は角田市の連邦加盟前のため、カクダリオンを除く6人）。それぞれのヒーローはイメージカラーを持ち、胸には市町村章などをかたどったエンブレムがあしらわれている。
はやぶさの日
銀河連邦により、6月13日は「はやぶさの日」と定められた。ISASにより打ち上げられ、小惑星から微粒子を採取し地球に帰還した小惑星探査機「はやぶさ」の業績を称える記念日で、6月13日は、はやぶさが地球に帰還した日である。相模原市が中心となって日本記念日協会に申請し、2012年5月28日に認定された。